# Marginaria angusta
Marginaria angusta là một loài dương xỉ trong họ Polypodiaceae. Loài này được K mô tả khoa học đầu tiên năm 1933.
Danh pháp khoa học của loài này chưa được làm sáng tỏ. 